# Veiligheidsregio Utrecht
Veiligheidsregio Utrecht (VRU) is de veiligheidsregio die geografisch samenvalt met de Nederlandse provincie Utrecht. Een veiligheidsregio is een samenwerkingsverband van de hulpverleningsdiensten op basis van de Wet gemeenschappelijke regelingen en de Wet Veiligheidsregio's. De kerntaken zijn brandweerzorg, rampen- en crisisbestrijding, risicobeheersing en geneeskundige hulpverlening in de regio. De voorzitter van de veiligheidsregio Utrecht is de burgemeester van de gemeente Utrecht.

## Regioprofiel
- Inwoners: 1.354.834 (2020, CBS)
- Landoppervlakte: 1385 km²
- De regio is qua inwoneraantal de grootste veiligheidsregio van Nederland.
- De Utrechtse Heuvelrug is een stuwwal die bij Amerongen een hoogte bereikt van ongeveer 69 meter boven NAP.
- Vliegbasis Soesterberg bij Soesterberg is vanaf 2009 gesloten; huisvest nog wel het Nationaal Militair Museum.
- Militair oefenterrein Leusderheide (ten zuiden van Amersfoort, gemeente Leusden).
- Koninklijke locaties: Paleis Soestdijk (thans museum) en Kasteel Drakensteyn bij Baarn.
- Het Korps landelijke politiediensten (KLPD) is gevestigd in Driebergen, aan de A12.
- De penitentiaire inrichting Kamp Zeist is gevestigd bij de voormalige Vliegbasis Soesterberg.
- De regio huisvest twee dierentuinen: DierenPark Amersfoort en Ouwehands Dierenpark bij Rhenen.
- De Koninklijke Marechaussee: Brigade Centrale Recherche & Informatie is gevestigd, net buiten de stad Utrecht, aan de Biltsestraatweg.

## Risico's

### Terrein
- Vrijkomen van gevaarlijke stoffen: tien bedrijven vallen onder het Besluit Risico's Zware Ongevallen.
- Overstromingsrisico: Het meeste land ten westen van Utrecht ligt onder zeeniveau, met een complex afwateringssysteem. Rivieren zoals de Nederrijn en Lek kunnen wateroverlast veroorzaken bij hoge waterstanden. Ook bij droogte kunnen problemen ontstaan, getuige de veenkade doorbraak bij Wilnis in 2003 in het noordwesten van de regio.
- Natuurbrand: De rand van de Utrechtse heuvelrug is dichtbevolkt. Het gebied kent in tijden van droogte gevaar voor bos- en heidebranden.

### Infrastructuur
- Transportongevallen op de weg: Er is vervoer van gevaarlijke stoffen over de snelwegen A1 (Hilversum-Amersfoort), A2 (Amsterdam-Vianen), A12 (Woerden-Ede), A27 (Vianen-Flevoland), A28 (Utrecht-Amersfoort).
- Transportongevallen op het spoor: Er is vervoer van gevaarlijke stoffen over de spoorwegen. Utrecht en Amersfoort zijn belangrijke knooppunten voor vervoer per spoor.
- Transportongevallen op het water: Er is vervoer van gevaarlijke stoffen per schip over het Amsterdam-Rijnkanaal, langs Breukelen, Maarssen, Utrecht, Nieuwegein, Houten en Wijk bij Duurstede.

### Sociaal-fysiek
Incident tijdens een evenement:
- Evenementen in de Jaarbeurs Utrecht. Regelmatig grote toestroom van publiek.
- Toeristische attractie DierenPark Amersfoort idem dito.
- Ouwehands Dierenpark bij Rhenen idem dito.

## Instanties
- Brandweer. De regio kent 70 brandweerkazernes
- Geneeskundige Hulpverlening bij Ongevallen en Rampen (GHOR)
- Gemeentelijke gezondheidsdienst: deze regio kent twee GGD-instellingen: Utrecht en Midden Nederland
- Ambulancevervoer wordt in deze regio verzorgd door de RAVU: Regionale Ambulancevoorziening Utrecht
- 26 Gemeenten in de provincie Utrecht: Amersfoort, Baarn, Bunnik, Bunschoten, De Bilt, De Ronde Venen, Eemnes, Houten, IJsselstein, Leusden, Lopik, Montfoort, Nieuwegein, Oudewater, Renswoude, Rhenen, Soest, Stichtse Vecht, Utrecht, Utrechtse Heuvelrug, Veenendaal, Vijfheerenlanden, Wijk bij Duurstede, Woerden, Woudenberg en Zeist
- Provincie Utrecht: de grenzen van de regio komen overeen met die van de provincie
- Politie: De regio valt samen met drie politiedistricten van de Regionale Eenheid Midden-Nederland, namelijk West Utrecht, Oost Utrecht en Utrecht Stad
- Justitie Arrondissement (rechtbank) Utrecht. Het Gerechtshof (ressort) zetelt in Amsterdam
- Waterschappen:
  - Hoogheemraadschap De Stichtse Rijnlanden, Houten
  - Vallei en Veluwe, Apeldoorn
  - Hoogheemraadschap Amstel, Gooi en Vecht, Amsterdam
  - Waterschap Rivierenland, Tiel
- Rijkswaterstaat Utrecht, Nieuwegein. Het wegenbeheer van de regio valt onder de Regionale Dienst Utrecht
- Drinkwaterbedrijf voor de gehele regio: Vitens
- Energiesector energienetbeheerder voor de gehele regio is Stedin; het hoogspanningnet wordt beheerd door TenneT
- Ziekenhuizen met klinische faciliteiten:
  - Amersfoort: Meander Medisch Centrum
  - Baarn: Meander medisch centrum
  - Nieuwegein: St. Antonius ziekenhuis
  - Utrecht: Diakonessenhuis Utrecht, St. Antonius ziekenhuis, Universitair Medisch Centrum Utrecht
  - Zeist: Diakonessenhuis Zeist
- Defensie:
  - Defensielocaties rondom Utrecht, Soesterberg, Amersfoort, Huis ter Heide en Doorn
  - De regio valt onder het Regionaal Militair Commando Noord, Havelte

## Organisatie Veiligheidsregio Utrecht
Het algemeen bestuur van de VRU is samengesteld uit burgemeesters van de 26 Utrechtse gemeenten. De veiligheidsregio heeft een dagelijks bestuur van vijf leden. De commissaris van de Koning, de Coördinerend functionaris, de Regionaal Militair Commandant Noord, de Politiechef Eenheid Midden-Nederland en de directeur/bestuurder van de Regionale Ambulance Voorziening Utrecht zijn genodigden van het algemeen bestuur. De (coördinerend) dijkgraaf en de hoofdofficier van justitie nemen deel aan het algemeen bestuur. De algemeen directeur VRU is de secretaris van zowel het algemeen als het dagelijkse bestuur.
De VRU heeft – sinds de regionalisering van de brandweer in 2010 – circa 2200 medewerkers in dienst waarvan 1540 vrijwilligers. Het directieteam van de VRU heeft de dagelijkse leiding over de organisatie.
De geregionaliseerde brandweer is georganiseerd in 2 clusters (Oost en West) met 70 brandweerposten.